# Miracle (Third Day)
Miracle è l'undicesimo album in studio del gruppo christian rock statunitense Third Day, pubblicato nel 2012.

## Tracce
1. Hit Me Like a Bomb – 3:21 (Mac Powell)
2. Kicking and Screaming – 2:48 (Powell)
3. Your Love Is Like a River – 4:16 (Powell)
4. I Need a Miracle – 3:44 (Powell)
5. You Are My Everything – 3:48 (Powell)
6. For the Rest of My Life – 2:49 (Mark Lee, Powell)
7. I Want to Believe in You – 3:20 (Powell)
8. The Victory – 3:12 (Powell)
9. Take Me Back – 3:20 (Powell)
10. Forever Yours – 4:07 (Powell)
11. Time's Running Out on Me – 3:22 (Powell)
12. Morning Has Broken – 3:25 (Eleanor Farjeon, Cat Stevens)